# 通過標識灯
通過標識灯（つうかひょうしきとう）とは、鉄道において列車が駅や信号所を通過する際に、その駅に停車する列車と区別しやすくするために正面に点灯する白色灯（車両によっては黄色灯）のこと。回送・試運転・団体専用列車も通過が主体の列車であるため、点灯する。鉄道事業者によっては「急行灯」、「通過表示灯」、「列車識別灯」、「標識灯」と呼ぶ場合もある。
装備に法規による義務はなく、各鉄道事業者が任意で設置・省略を定めている。
日本では主に大都市近郊で優等列車を走らせている大手私鉄の車両に装備されている。
黄色い色合いも相まって、鉄道現業従事者や鉄道研究者・趣味者以外からはフォグランプと誤解される場合もあるが、あくまで表示灯であって、霧の中を走行するための装備ではない。

## 発祥
世界で初めて鉄道が実用化されたイギリスでは、列車に関する構成が充実すると、早くも列車種別（各駅停車か急行列車か、旅客列車か貨物列車かなど）という分化を見せた。しかし、電気を使った通信手段もまだ完全ではなかった当時、遅れや臨時の設定などで定められたダイヤ・時刻表を外れて走る列車があると、駅や信号所にとっては、これらの列車が何の種別で走ってくるのか、早急に判別・対応する必要があった（分岐器の操作を誤るなどすれば、大事故になりかねない）。
そこで先頭の蒸気機関車の、台枠左・中央・右およびボイラー上部に白色円板（夜間は灯火）を設置、これら計4箇所の白色標識の有無により、下記のように列車の種別を区別することとした。
イギリスにおける列車種類別標識灯表示法
「台枠左・右」は、前方から機関車と向かい合った時の左右（機関士から見ると逆）である。（〇＝その部位に標識灯あり、×＝その部位に標識灯なし）
|   | ボイラー上 | 台枠左 | 台枠中 | 台枠右 | 列車種別 |
| - | ---------- | ------ | ------ | ------ | --- |
| A | ×          | 〇     | ×      | 〇     | 急行旅客列車、本線から逸れようとする故障列車、故障車救済に向かう単機の機関車、急行に匹敵する速度の回送列車。                                                      |
| B | 〇         | ×      | ×      | ×      | 普通旅客列車、貨客混成列車、本線から逸れない故障列車、支線旅客列車、気動車。                                                                                      |
| C | ×          | 〇     | 〇     | ×      | 急行貨物・鉱物列車、最高速度時速35マイルで走行を認められた列車、A以外の回送列車。                                                                                 |
| D | 〇         | 〇     | ×      | ×      | 急ぎの貨物輸送列車、急行貨物列車、連続式真空ブレーキがすべて機関車に接続されている貨物列車か、編成の1/3以上接続されている家畜・腐敗しやすい貨物・鉱物の貨物列車。 |
| E | ×          | ×      | 〇     | 〇     | 貨物・鉱物・穀物列車、無停車貨物輸送列車。 |
| F | 〇         | ×      | ×      | 〇     | 急行貨物・鮮魚・食肉・果実・家畜列車、C・D以外の鉱物列車、事故出動以外の36ｔ解体クレーン輸送特別列車。                                                            |
| G | ×          | ×      | 〇     | ×      | C・D・E以外の無停車高速列車。 |
| H | 〇         | ×      | 〇     | ×      | 単行機関車、機関車のみの重連、車掌車だけを引いている。 |
| I | ×          | 〇     | ×      | ×      | 途中駅停車の貨物・鉱物・穀物列車。 |
| J | ×          | ×      | ×      | 〇     | 一定信号所間に停車を要する貨物・穀物・検査車牽引列車、支線貨物列車。                                                                                              |

日本の鉄道技術はイギリスの鉄道からの継承が多く、こうした慣習が、通過標識灯という形となって引き継がれた。

## 設置位置
取り付け位置などは、同じ標識灯である後部標識灯（尾灯）に似ており、二つを左右対称に配置するのが一般的である。両方の機能を一体化させた標識灯も存在する（通過標識灯は先頭の車両、後部標識灯は最後尾の車両が点灯するものであるため、両方を同時に点灯させなければならない状況はありえないため。後述）が、その方向や色は両灯で異なる。なお以下の記事において、後部標識灯と通過標識灯をまとめて説明する場合は単に「標識灯」、そして「通過標識灯を点灯する」という意味の記述は単に「点灯」と称す。
また一般的な鉄道車両が前部に点灯する灯火として、通過標識灯の他に前部標識灯（前照灯）が存在する。位置関係だけを見れば、
1. 通過標識灯が窓の上側に設けられているか下側に設けられているか、あるいは後部標識灯と一体化しているか
2. 前部標識灯が窓の上側に設けられているか下側に設けられているか
3. 後部標識灯が窓の上側に設けられているか下側に設けられているか

を組み合わせた計12パターンが存在する。
車両によっては、通過標識灯と前部標識灯が近い位置にあり、明るさの弱い通過標識灯が見えにくい（灯火としての意味を成しにくい）場合も存在するが、上記の通り設置義務そのものが存在しないため、見えにくいからといって、その車両や保有している鉄道事業者のサービスや安全性が劣っているということは全くない。
技術の進歩で運転管理が大幅に向上した現在では、シンボルとして形骸化したものになっているとも言え、元々設置されていたが後に撤去された車両、逆に不設置で製造されたが後に設置された車両も多く存在する。

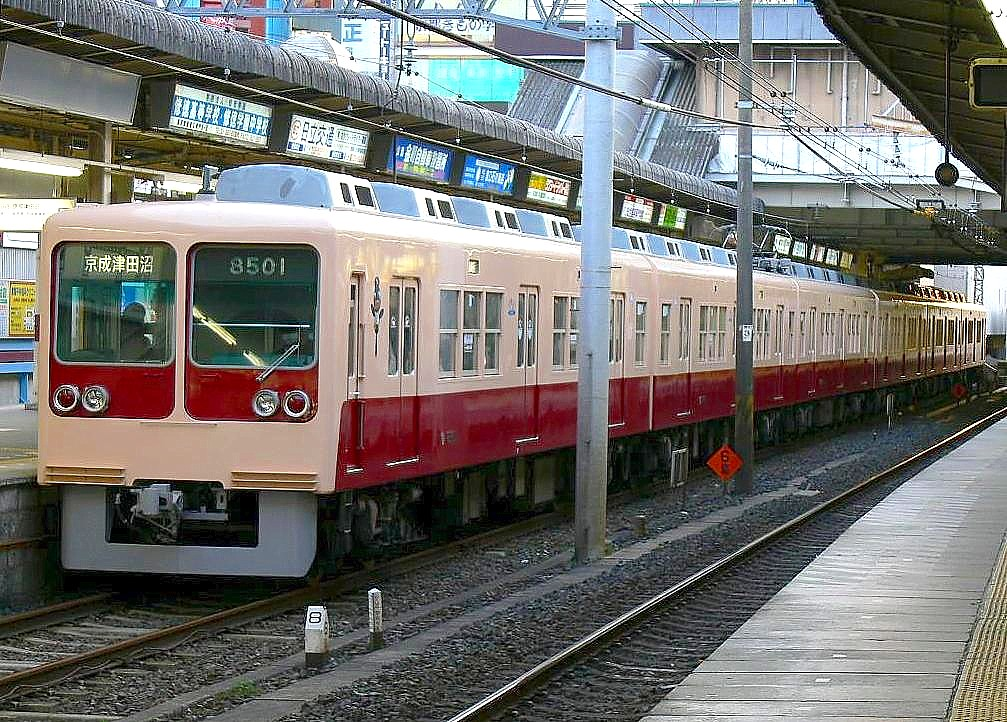
新京成電鉄8000形電車（改造前）。京成千葉線への直通運転前は窓上部の両端に設置されていなかった。
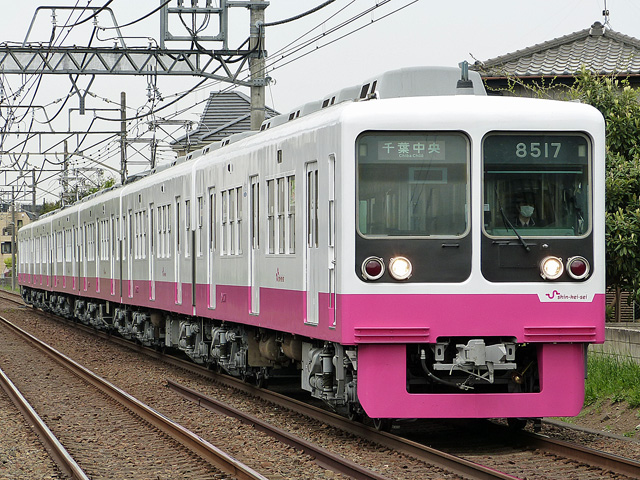
新京成電鉄8000形電車（改造後）。京成千葉線への直通運転に伴い対応改造の一環として窓上部の両端に増設された。
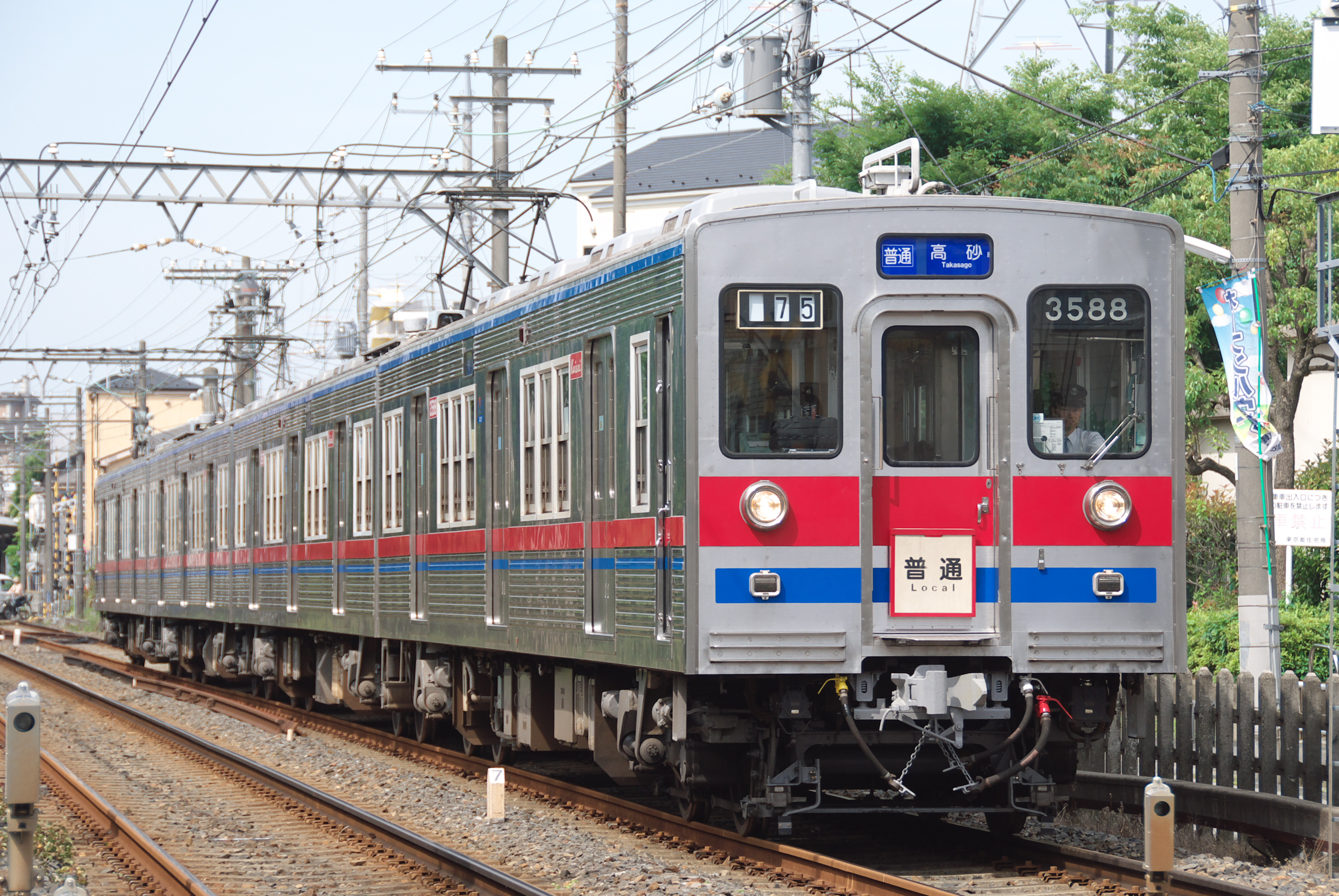
京成3500形電車（未更新車）。後部標識灯と一体化（下部の四角い灯具）している例。

## 位置・形状の違い
実用面、デザイン面から、他の灯具と共に車両によって様々な形状・設置位置が存在する。時代が下るにつれ、球切れを起こした時の被害を最小限に留められるとして通過標識灯と後部標識灯とを分けることが広まってゆき、さらに他の灯具も含めて利用者への心理効果を考えた形状・配置が模索されるようになった。細かく区分すると前面のデザインと同じだけの標識灯の種類があることになるため、ここでは後部標識灯との位置関係を絡めながら大まかなグループ分けをして解説する。

### 後部標識灯兼用形
古い時代の車両に多く見られるタイプで、運転室に「赤←→白」の切り替えスイッチが設置されている。後部標識灯として使用する時は、灯具の前に赤いガラス板（色フィルター）を挿入するものと、赤色ガラスは固定で、その前後に電球を1つずつ備え、通過標識灯では赤色ガラスより手前の電球を、尾灯では赤色ガラスより奥の電球を点灯させるものもある（京浜急行電鉄・京成電鉄など）。引っ掛け式か埋込式か、また、窓下配置（上の京成3500形電車参照）か窓上配置か、など、灯具の形状や設置場所に関わらず、共に数多くの例が存在する。
また、宝塚ファミリーランド電車館（現・閉館）で保存展示していた阪急600形電車では、車体の外となる標識灯の横に赤と黄のレバーがあり、入館者が切り替えをできるようにしていた。

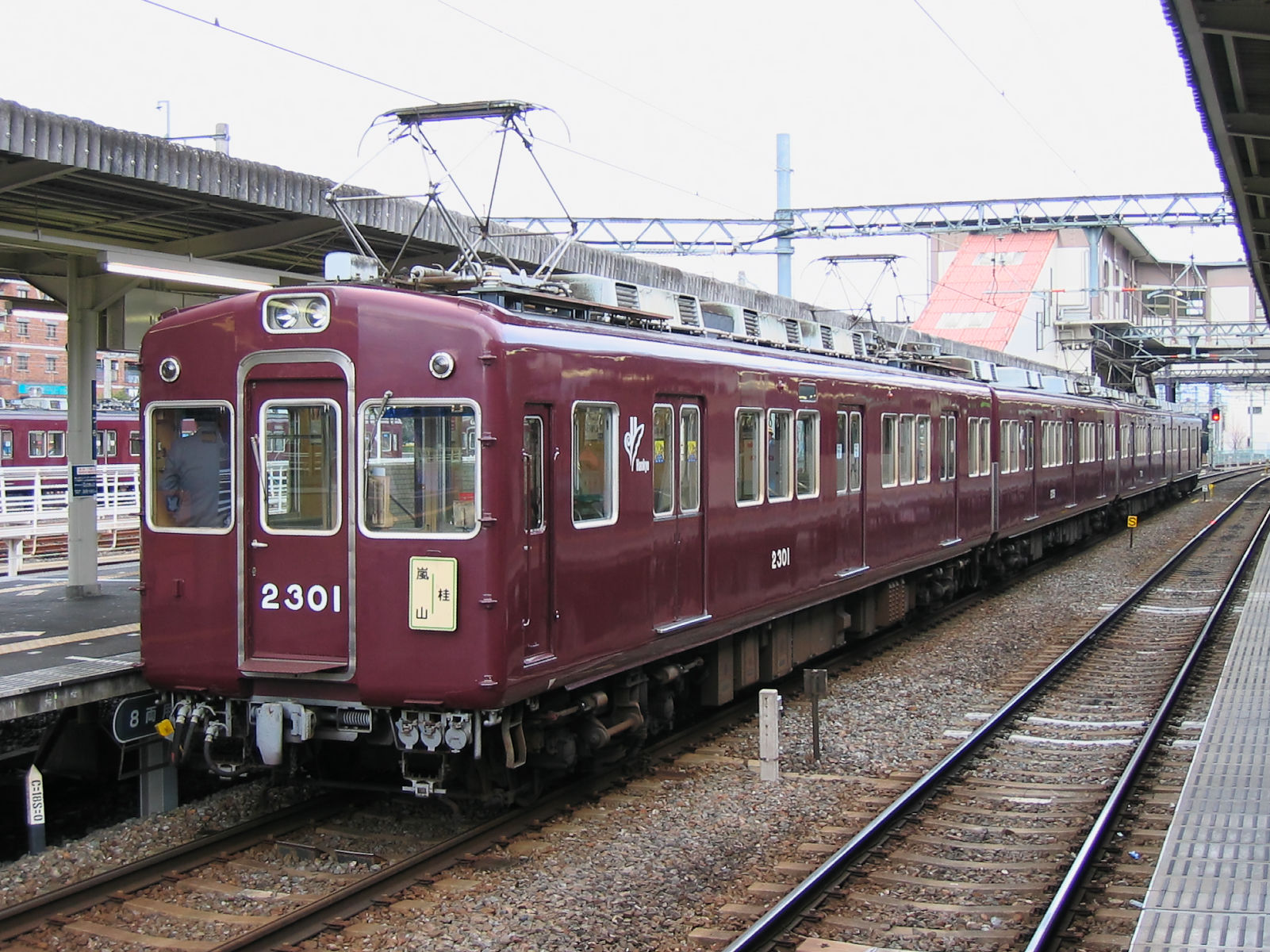
阪急2300系 後部標識灯兼用灯具が窓上にある例（端の2つ）

### 通過標識灯が窓上、後部標識灯が窓下
標識灯が窓上と窓下に分離して設置されている場合、この配置になる場合がほとんどである。

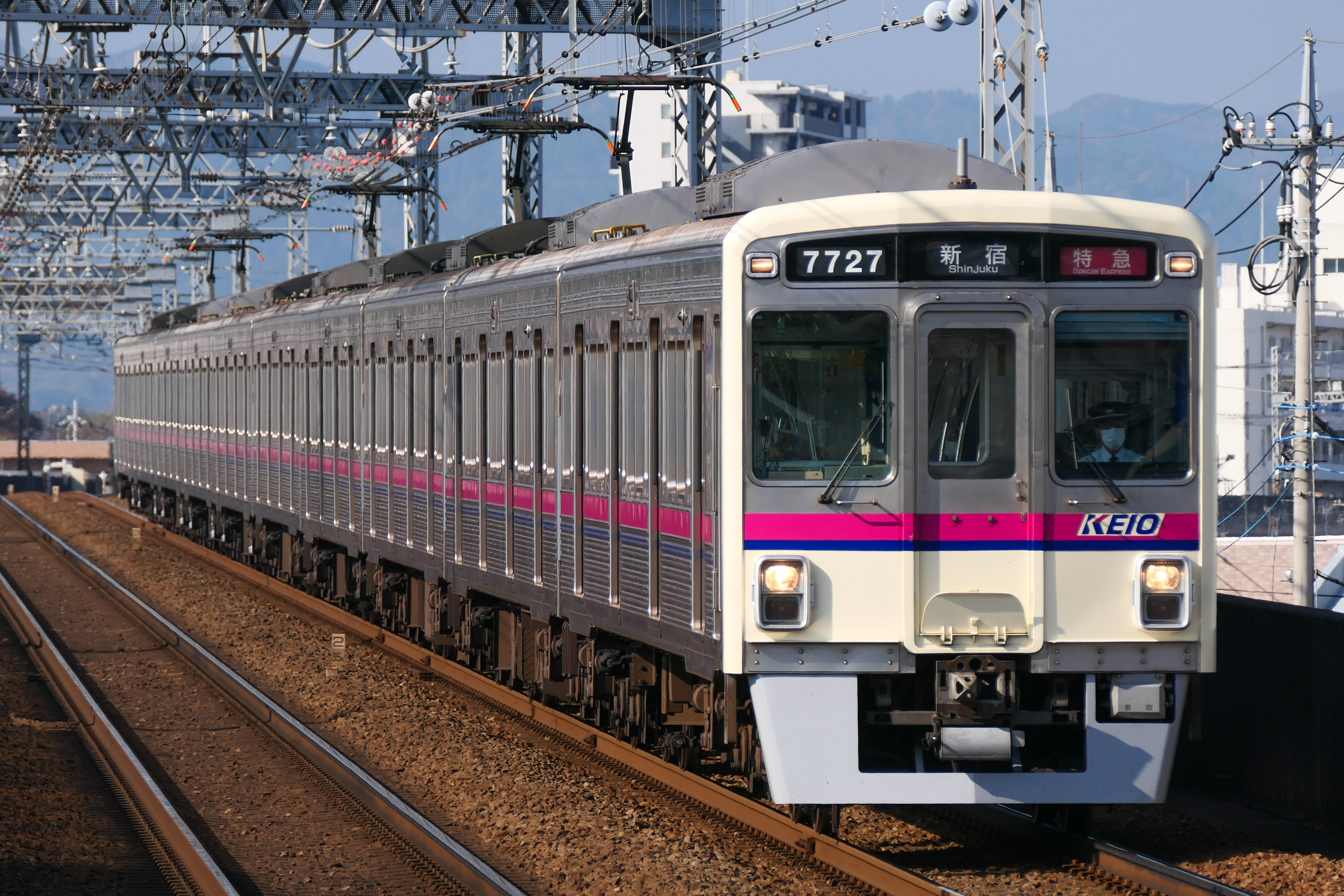
京王7000系電車。通過標識灯が窓上、後部標識灯が窓下にある例。前部標識灯の下に後部標識灯がある。

### 通過標識灯が窓下、後部標識灯が窓上
上のタイプの逆。京王帝都電鉄（現・京王電鉄）の古い車両などで見られる。

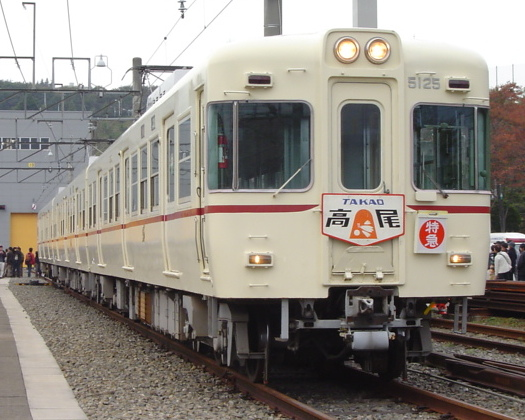
京王5000系電車 (初代)。通過標識灯が窓下、後部標識灯が窓上にある例。窓下の四角い灯具が通過標識灯。

### 並べて設置（横二列）
1960年代後半頃から、それまで窓上や屋根に取り付けられていた前部標識灯を窓下に配する車両が登場し、精悍さ（場合によっては柔和さ）を狙って灯具を近接させて配するデザインも広まった（時代は下るが、上の京成3500形電車などがこの例である）。しかし、中には会社の方針などの理由から、前照灯は窓上のままで、代わりに他社の車両で前照灯があるような位置に通過標識灯を持つ車両を製造した会社もある。
関西では南海電気鉄道以外の大手私鉄4社全てにこのタイプの車両が存在する。
西武鉄道にはこのタイプのものを窓上に装備する車両が、また近畿日本鉄道（近鉄）には三列の通過標識灯を持つ車両が多数存在する。この両者は他社ではあまり例がない。

### 並べて設置（縦二段）
近鉄（および近鉄から転換した三岐鉄道北勢線、養老鉄道）の車両に多数見られる。最初期の新性能車は一段だったが、一時期は角型二段が採用された。次に上の通過標識灯が丸型・下の後部標識灯が角型となる。上に丸型前部標識灯・下に角型後部標識灯という組み合わせは地下鉄や関東私鉄によく見られるが、標識灯同士でこの組み合わせは少ない。近鉄では、優等列車の走らない支線にもこうした二段式標識灯が存在するが、これは回送列車や試運転の際に使用する場合がある他、近鉄の運転規定では入換運転時正面に白色灯を点灯する義務があるためである。故に元々標識灯が一段で製造された車両も、後にこのタイプに改造されたものが多い。同社の標識灯の形態の詳細は「近畿日本鉄道の車両形式#統一規格車体（1961年以降）」を参照。

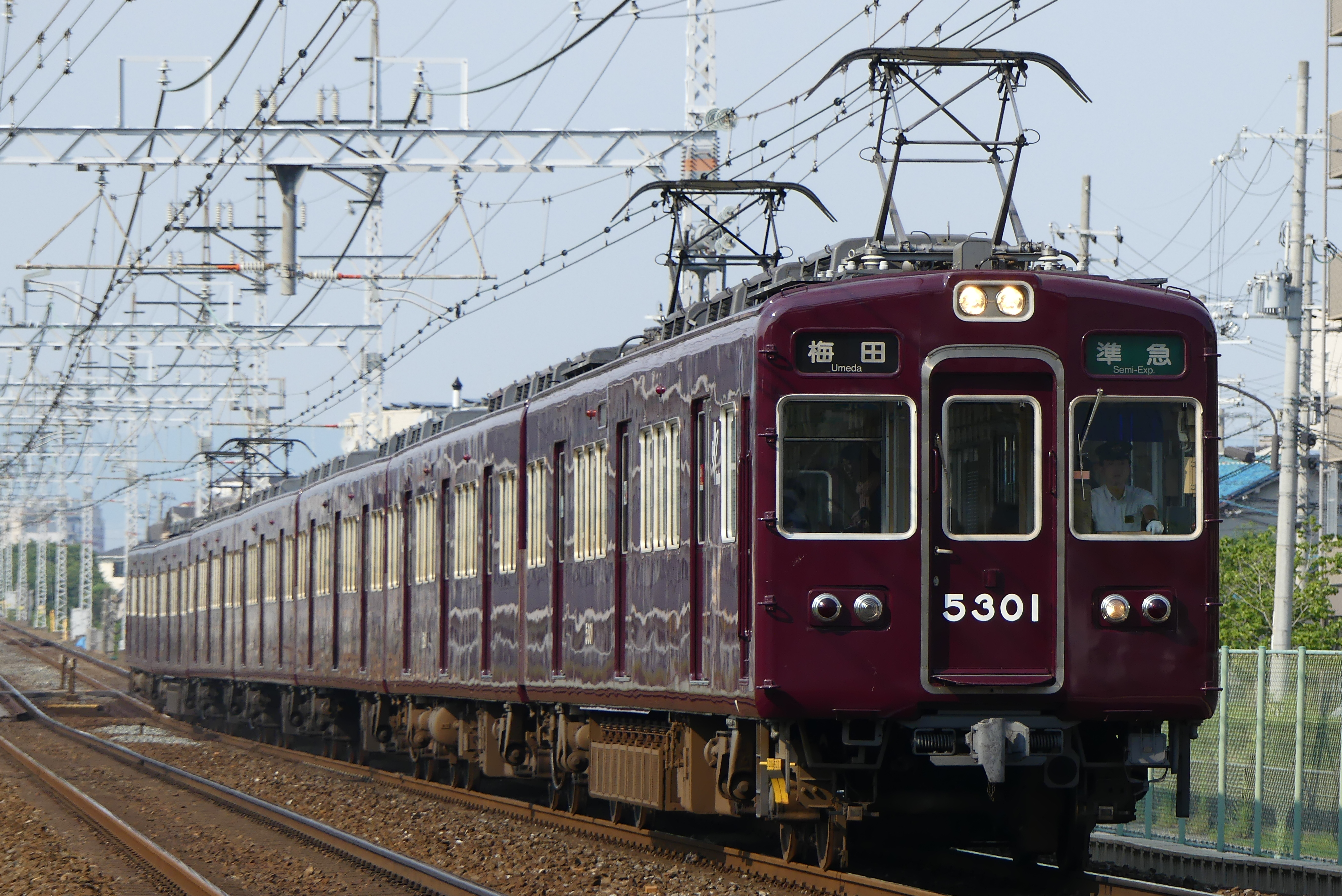
阪急5300系電車。横二列の例。窓下の丸い灯具が通過標識灯。準急を示す右側のみ点灯。
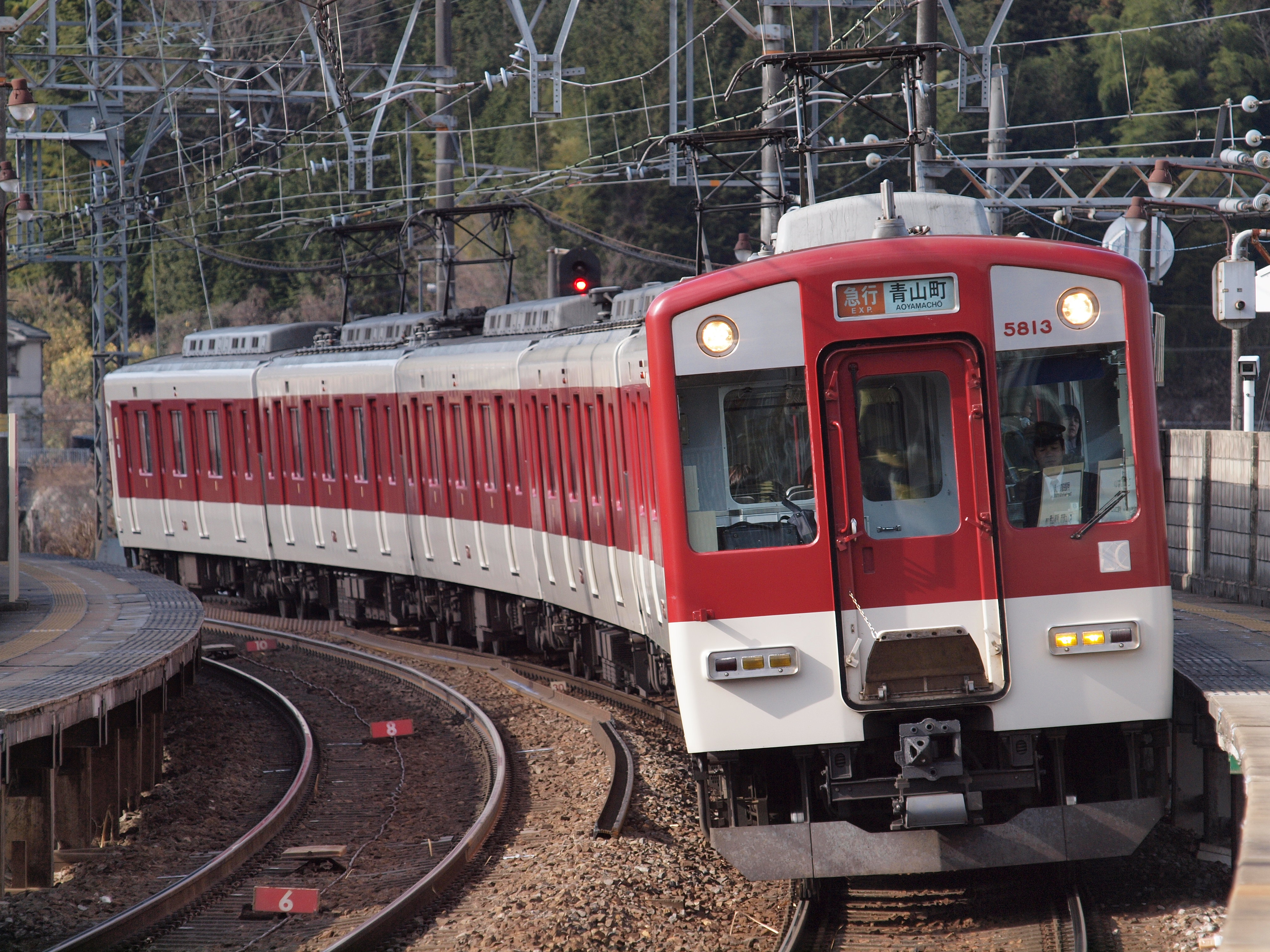
近鉄5800系電車。横三列の例。窓下の四角形の灯具のうち、内側二つが通過標識灯。この場合、急行を表す右側のみ点灯。
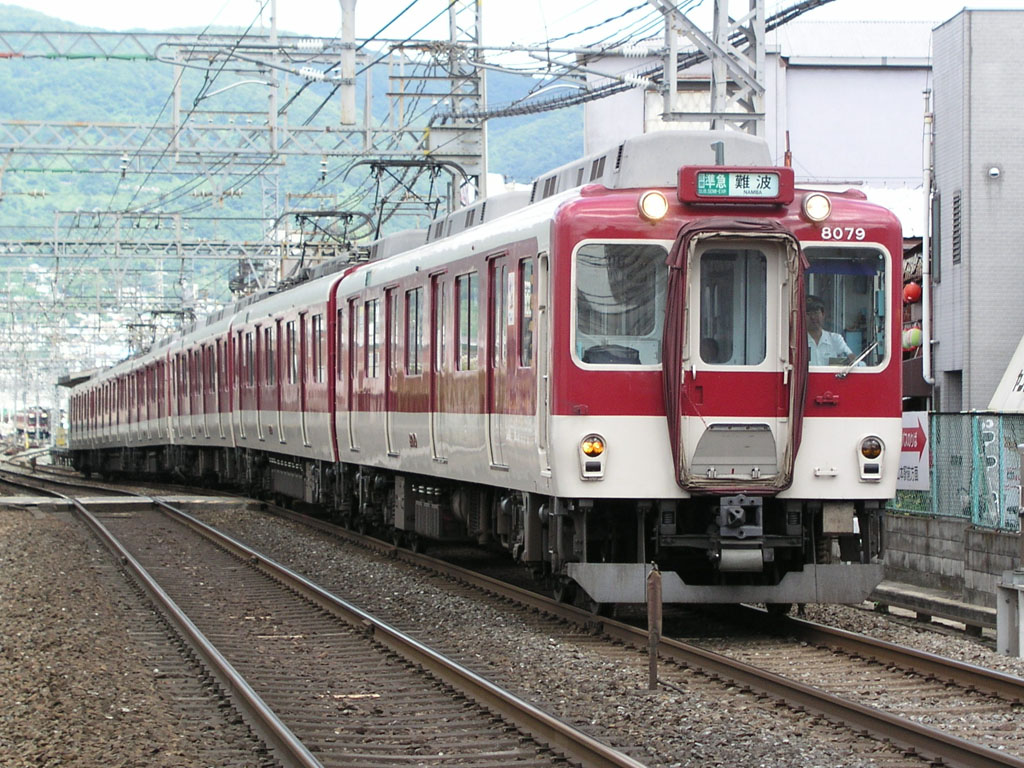
近鉄8000系電車。縦二段の例。窓下の丸い灯具が通過標識灯。準急を示す左側のみ点灯。

### 窓ガラス内に設置
1980年代から「額縁スタイル」と呼ばれるデザインが流行した。形態は車両によって様々だが、「前面窓ガラスが上下に拡大され、方向幕などをその内部に納める」「窓周囲が縁取られるように一段凹んでいる」などの特徴を持つ。これと共に広まったのが「通過標識灯を『額縁内』に納める（具体的には「額縁」の上側角部に長方形のものを設置）」という配置である。上の「通過標識灯が窓上、尾灯が窓下」の一種であるが、ガラス内に周囲と平面になるような形で納められているので、消灯時は灯具があること自体目立たない車両もある。ただし、上の京成3500形電車の更新車両や阪急8000系電車の1次車が「額縁」デザインであっても別の配置を採っているように、必ずしもこの配置であるとは限らない。

### 変遷の多い標識灯
改造等で標識等の位置が変化したり、設置/撤去が行われたりすることは先述したが、特に京阪電気鉄道と近鉄は昔から新車製造や車両更新のたびに、標識灯の形状・設置場所に様々なバリエーションを作り出してきた。変遷が激しく、標識灯のまとめだけで車両の形態分類が作れる車種もあるほどである。各形式毎の違いについては、鉄道事業者毎の項目から各形式を参照のこと。

### 新技術の採用
発光ダイオード (LED) の実用域が広がると、鉄道車両については運転室内の機器表示灯→車側表示灯→標識灯の順に採用が進んだ（京阪電気鉄道の場合は、1988年（昭和63年）導入の6000系第13編成において初めて標識灯にLEDを導入、続いて1989年の7000系と8000系にLED行先表示導入の順となっている）。
『鉄道ファン』誌新車ガイドによると、日本の鉄道車両におけるLED標識灯の初採用は、営団01系電車量産車や、東武鉄道5070系の頃から。ただし後述するが、この2系列は通過標識灯は装備していない。
当初は従来の白熱灯が入っていたスペースにただLEDを入れただけだったが、やがて白熱灯には真似できないデザインとして、近鉄の21000系以降の特急車両や5200系のように、長方形の大型LEDを敷き詰めた標識灯が登場した。またLEDは灯具の色そのものを後部標識灯用（赤）と通過標識灯用（黄）で変えられるため、白熱灯のように赤いフィルタも二つ並べた灯具も必要なくなり、一種類の標識灯で兼用するタイプが再び増えてきた。

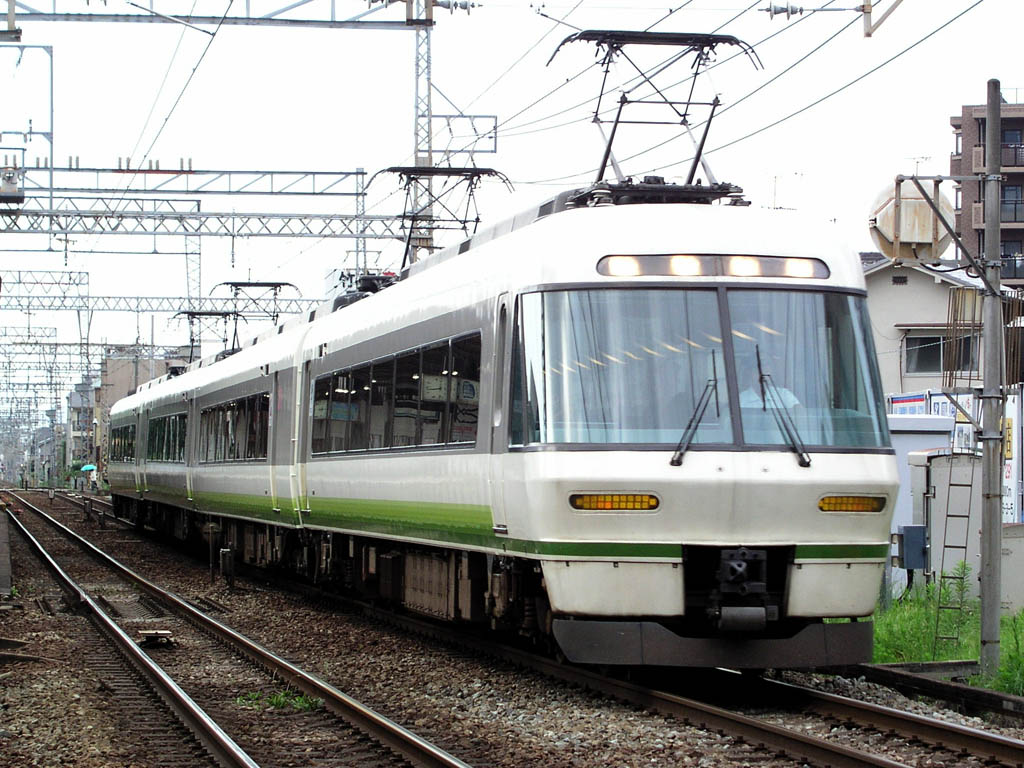
近鉄26000系電車。LEDを敷き詰めてデザインしている例。
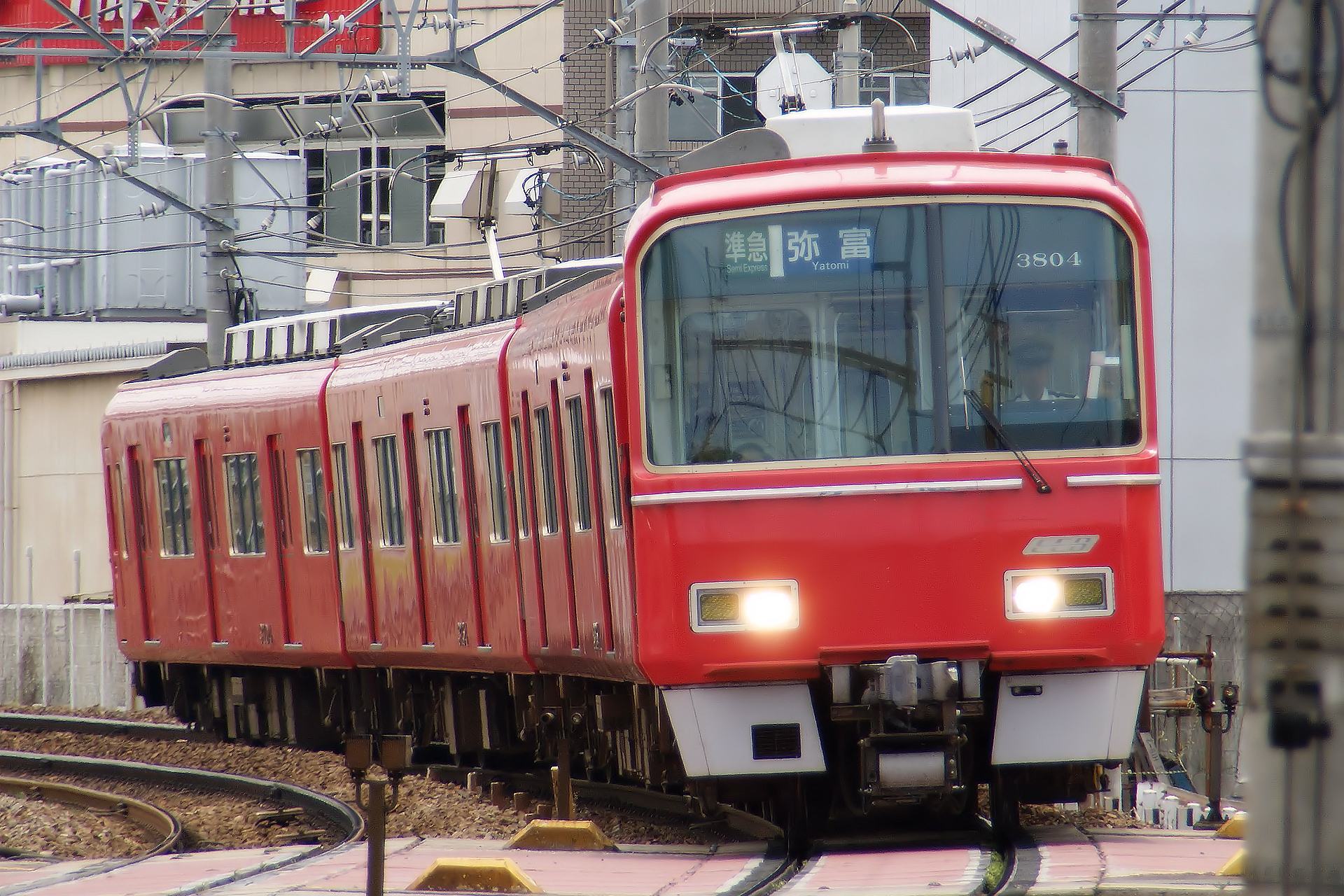
名鉄3700系。一種類の識別灯で後部標識灯と通過標識灯を兼用している。

## 点灯に関する事業者毎の違い
全てを紹介することは困難なため、ここでは大手私鉄を中心に、よく見られるケースや特徴的なケースの一部を説明することとする。

### 西日本鉄道
西日本鉄道では「通過標識灯」のような正式な名称は定められていない。運転台の点灯スイッチでは「標識灯」または「種別表示灯」の名称とされている。天神大牟田線では現在に至るまで、優等列車で通過標識灯を点灯させており、九州では唯一の存在。種別による使い分けはされておらず、使用時は常に両側を点灯させている。

### 関西私鉄
関西はその立地条件から複数社の路線と平行して敷かれている場所が多く、サービス競争の上で高速運転、優等列車の運転が古くからなされてきた。ゆえに通過標識灯を持つ車両を保有する会社が多く、点灯頻度も高い。
関東と比べ目立つ特徴は、左右片側だけを点灯することにより、種別の違いをより細かく表示している点である（例として「近畿日本鉄道#列車種別の表示」を参照）。このため関西で点灯を行う車両の運転台では、左右別々に通過標識灯のスイッチが存在する。さらに特徴あるケースとしては、路線により種別と点灯方法の基準が異なる阪急電鉄や、他社では消灯するのが一般的な各駅停車でも点灯する南海電気鉄道が挙げられる（南海の場合は列車識別灯と呼ぶ）。これは両社とも大阪市内に複々線区間を保有しており、同区間において、普通列車でも途中駅を通過する列車が存在することが理由の一つだと考えられている。
山陽電気鉄道においては特急列車（直通特急・山陽特急・S特急）で通過標識灯を左右両方に点灯させている。普通車（各駅停車）は通過標識灯を消灯している。但し、回送車や須磨浦公園駅・東須磨駅発着の阪神特急は山陽電鉄線内は各駅停車ではあるが、こちらは特急列車と同様に通過標識灯を両方に点灯させている。
神戸電鉄では、特快速・快速は両方とも点灯、急行・準急・回送列車は運転士側のみ点灯、普通（各駅停車）は消灯している。
但し、準急の場合は鈴蘭台以北（以西）の区間は各駅停車になるため、鈴蘭台で消灯・点灯を切り替えている。

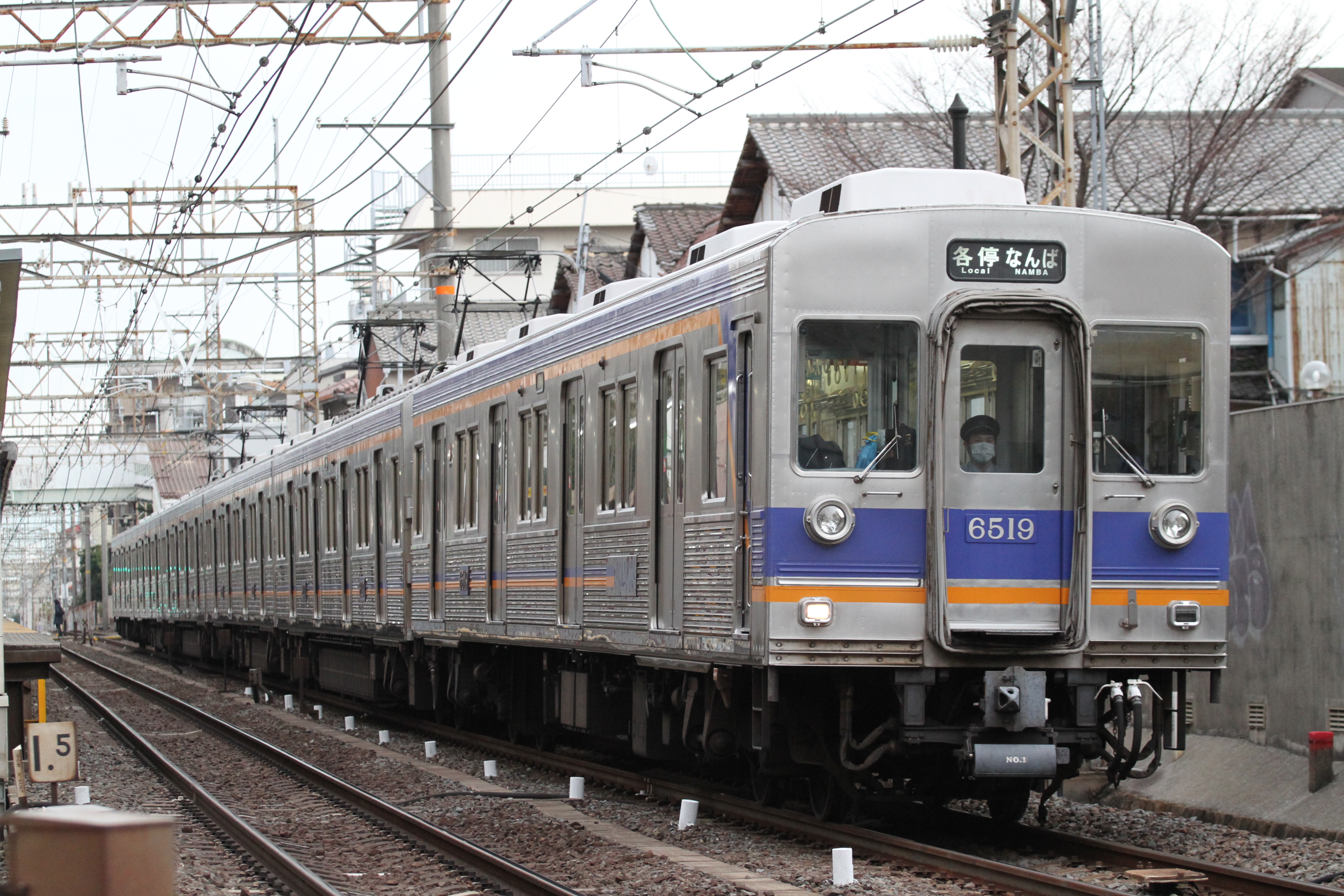
南海6200系。各停だが通過標識灯（列車識別灯）の点灯をしている例。下部の四角形の灯具が通過標識灯。

### 名古屋鉄道
名古屋鉄道の標識灯は前部標識灯と後部標識灯を区別するだけであり、急行灯の意義はない。名古屋市交通局（名古屋市営地下鉄）から乗り入れる車両も同様である。

### 関東私鉄・地下鉄
関東では通過標識灯を頻繁に点灯しないのが特徴である。また、事業者によっては通過表示灯を廃止した例もある。
例えば
- 夜は点灯するが、昼は点灯しない。
- 駅を通過する区間では点灯するが、各駅に停車する区間では点灯しない。

という会社も多く、前述した片側点灯を行う会社も存在しない。
また、関東では多くが「急行灯」と称している。
以下さらに事業者別に解説する。

#### 京浜急行電鉄
京浜急行電鉄では末端区間で優等種別のまま各駅に停車する列車であっても急行灯を常時点灯させている。

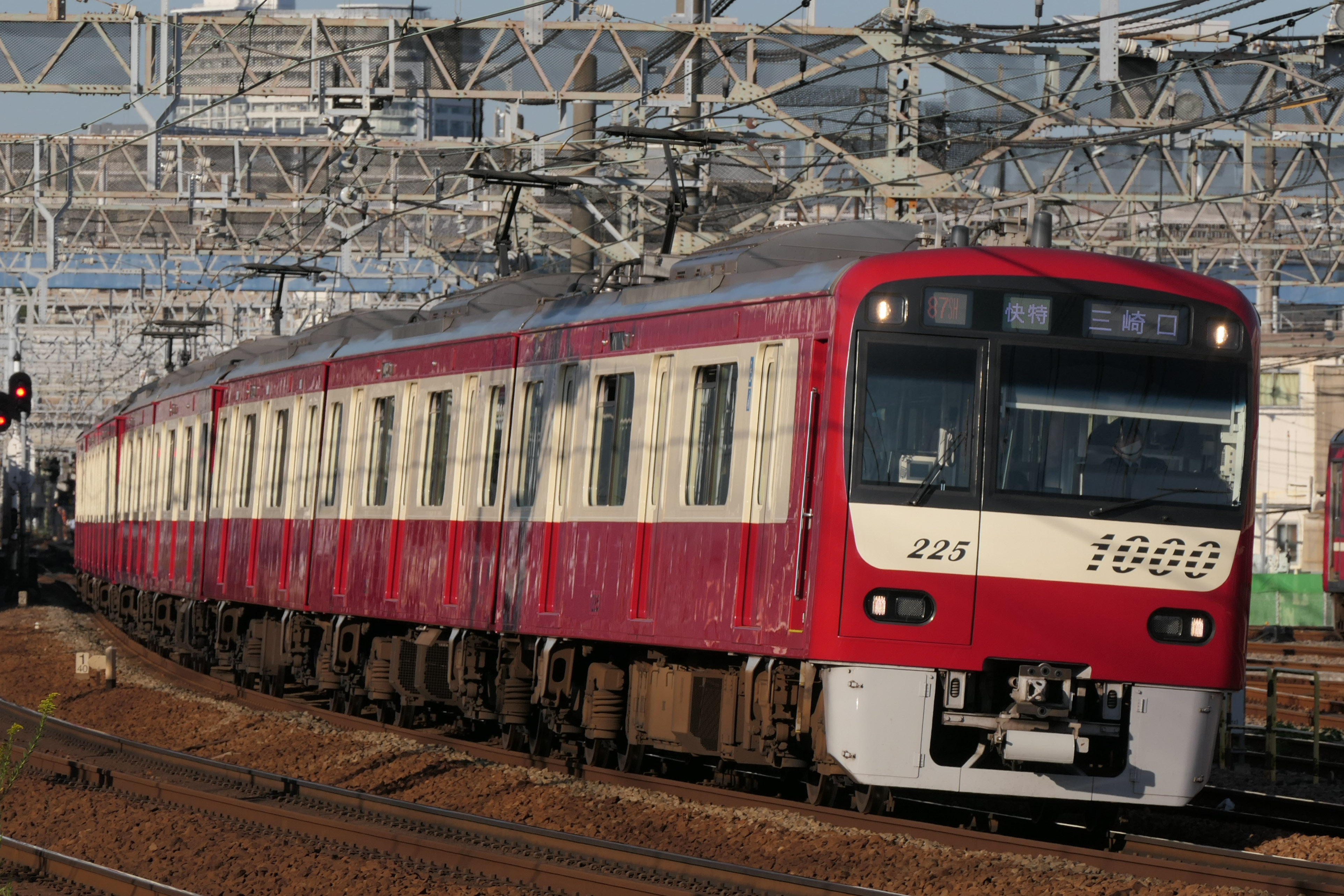
京急新1000形

#### 京成電鉄・北総鉄道
乗り入れ先の都営地下鉄と京浜急行電鉄に合わせて、現在も点灯している。
1998年11月18日改正以降、京成が前部標識灯の昼間点灯を実施（北総鉄道での昼間点灯開始時期は不明）した際、当初は優等列車（従来急行灯を点灯していた列車）のみがその対象となったため、日中は標識灯を点灯しなくなっていたが、全列車で前部標識灯日中点灯を行なうようになってからは、日中も急行灯を点灯するようになっている。新京成電鉄の電車が京成千葉線への乗り入れ開始した際には、対象車の乗り入れ対応改造の一環として急行灯の設置も行なわれた。ただし、京成千葉線の営業列車は全て普通列車なので、点灯するのは試運転・回送列車のみである。
社内では「急行灯」と略されて称されることが多いが、京成電鉄・北総鉄道とも、正式名称は「急行表示灯」と称する。

#### 東武鉄道
関東大手私鉄ではかなり早い時期から点灯をほとんど廃止しており、伊勢崎線と日光線の快速以上の列車種別しか点灯しない時代が長く続いた。
東武鉄道では「補助前灯」が正式な名称である。補助前灯が設置されたのは1720系「DRC」からで、その後8000系・6000系や、車体更新によって登場した3000系・5000系にも引き継がれる形で製造当初には、屋根上に飛び出す形で補助前灯が設置された。
しかし、この場所から雨水が入って腐食することもあり、8000系は使う種別においての点灯廃止に伴い、全て撤去して埋め込まれた。但し東上線系統では、大山駅の改良工事以前に同駅に停車する普通列車に使用する車両に「大山対策車」としての識別のため設置されており、これが点灯義務廃止以降にも残る形となった。
また、後述の東京メトロ半蔵門線を介しての東急田園都市線への直通運転に備え、30000系は当初補助前灯を装備していたが、直通開始の約1年前に東急側が点灯を廃止したため、2002年（平成14年）以降の増備車では装備されなくなった。

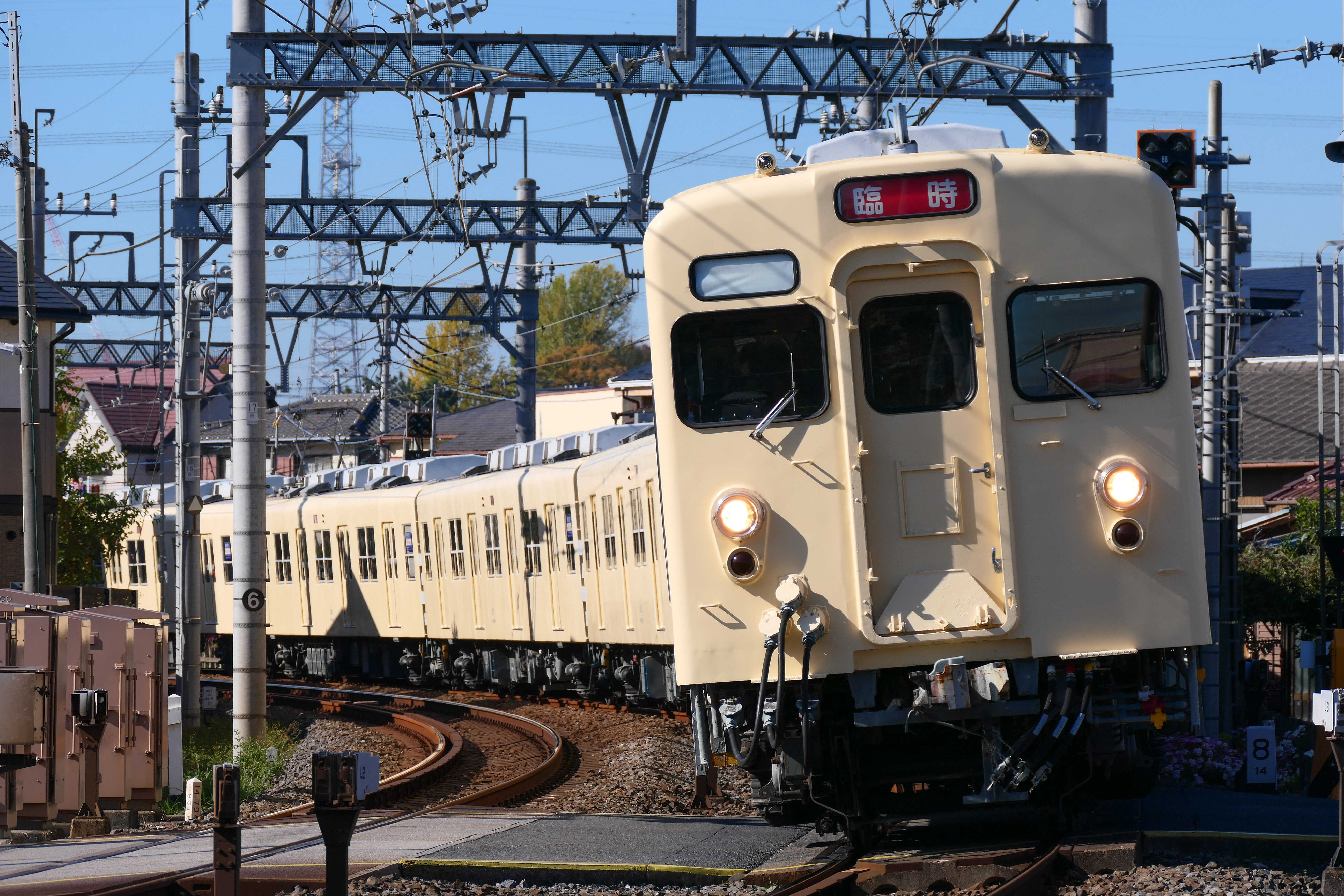
東武8000系電車。当初は屋根上に飛び出す形で補助前灯が設置されたが、腐食対策のため後年撤去された（画像は復元されたもの）

#### 東京都交通局（都営地下鉄）
浅草線と新宿線で優等運転を行っており、現在も点灯している。優等運転を開始するにあたり、車両や線路にも一部設備の追加が行われたが、通過標識灯は直通する各社のために、開業当初から装備していた。

#### 東急電鉄
配置は古くから「通過標識灯が窓上、後部標識灯が窓下型」で一貫していた。方向幕のすぐ隣に通過標識灯を設置するデザインの車両を多く保有しているのも特徴。5000系 (初代)は当初通過標識灯が紫色の灯火であったが、後に白色灯火に改められている。1999年（平成11年）製造開始の目黒線用3000系 (2代)第2編成から通過標識灯を廃止。他線でも2002年4月より点灯義務を廃止した。ただし2005年（平成17年）7月以降、東横線と直通運転先の横浜高速鉄道で使用されていた8000系8039Fの1本が「外見を製造当初に復元するイベント」の一環として、また2013年（平成25年）3月に東京メトロ副都心線への直通運転開始に伴い東横線での運用を終了した9000系9001Fが運用終了間近の約1ヶ月間特別に点灯して走行させていた。

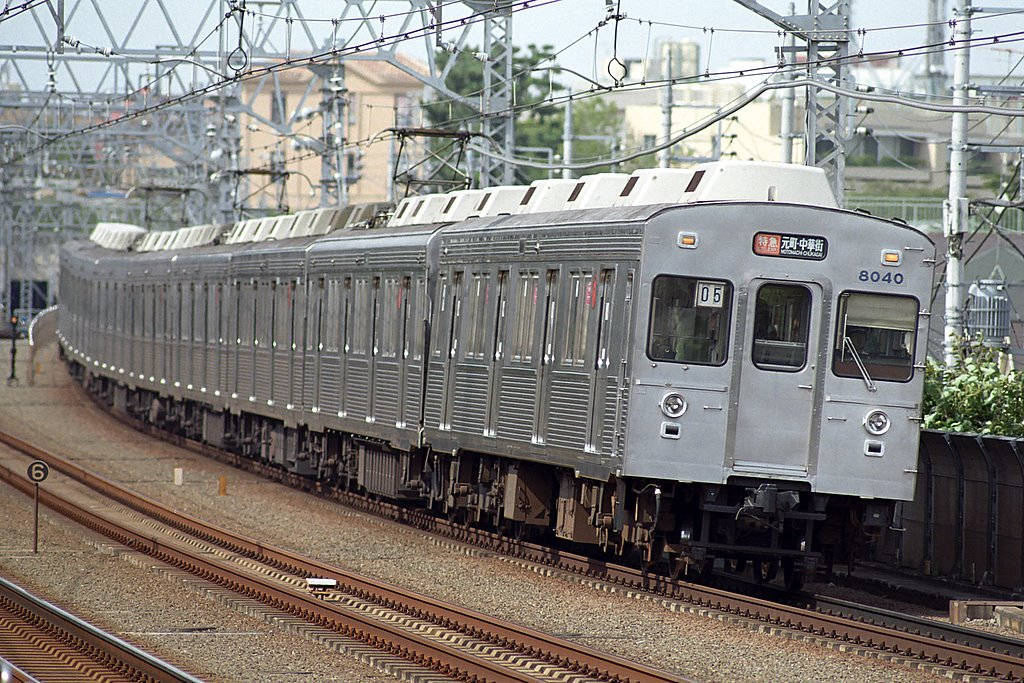
復元仕様の東急8000系電車 (8039F) 。  窓上の四角形の灯具が通過標識灯。
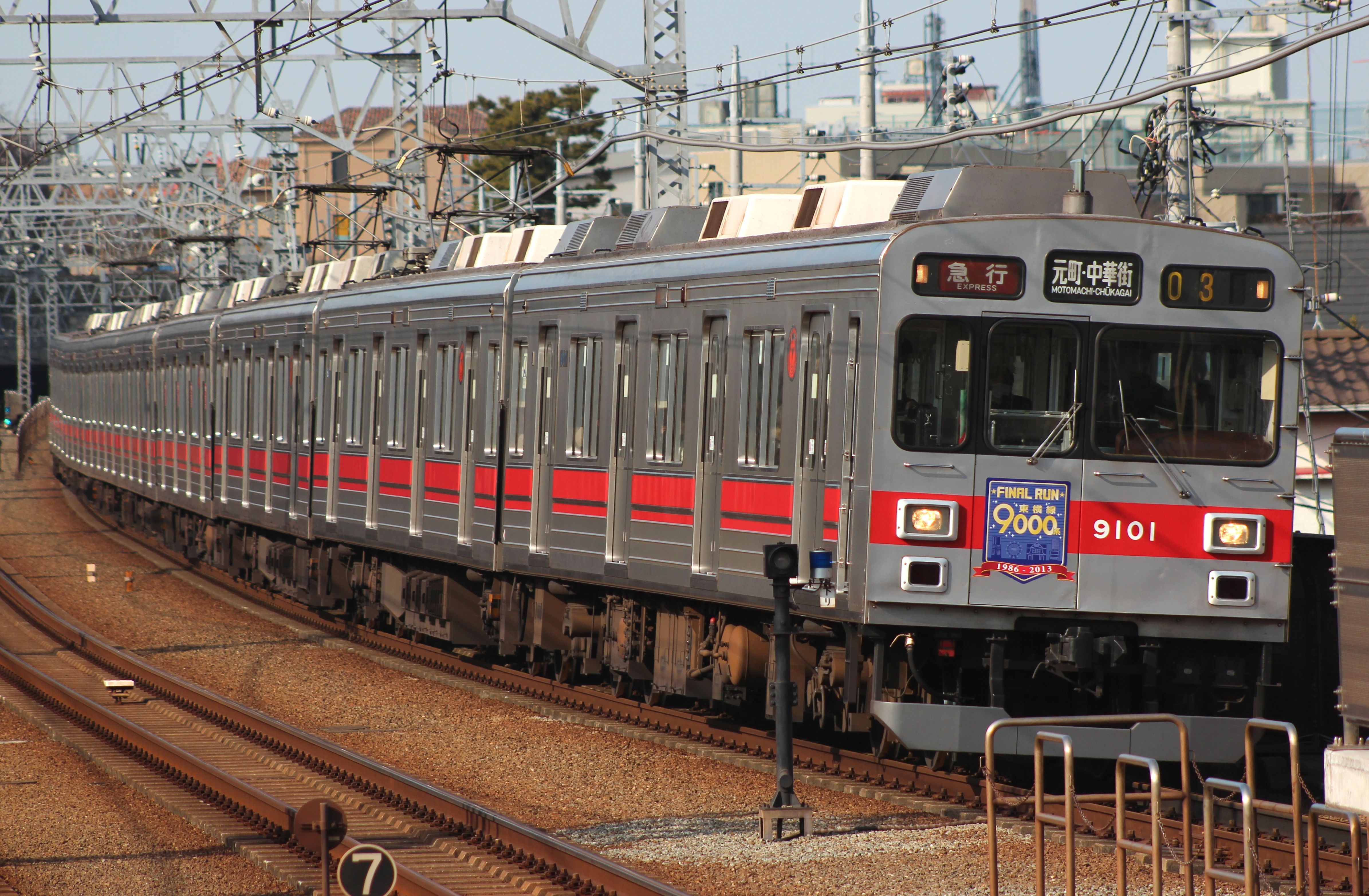
東横線での運用終了の9000系 (9001F) 。 方向幕外側のライトが通過標識灯。

#### 京王電鉄
京王電鉄では「識別灯」が正式な名称である。点灯義務があるが、準特急や区間急行、快速などは各駅に停車する区間があり、その区間はシステム上「普通」として運行するため消灯しており、当該駅（調布・府中・北野）で識別灯のスイッチを切り替える。写真は上の「7000系」、「6000系」や「5000系」参照。

#### 相模鉄道
相模鉄道の運転規定により、点灯義務が存在したが、2000年代初頭頃に廃止されている。

#### 西武鉄道
以前は普通を除き急行灯を点灯させていたが、現在は点灯を廃止した。また、普通は各停に列車種別名を変更している。

#### 帝都高速度交通営団（営団地下鉄）→現・東京地下鉄（東京メトロ）
以下に紹介する路線は全て帝都高速度交通営団時代の建設のため、ここでは「営団」の呼称を中心とする。細則の異なる様々な会社・路線と直通運転している関係上、路線毎に複雑な事情や変遷を簡単に解説する（ここで解説している以外にも路線を保有するが、通過標識灯の点灯に関係ないので省略した）。また営団と併せて説明可能な会社・路線も、この項で説明する。
千代田線←→小田急電鉄、国鉄・JR東日本常磐緩行線
小田急電鉄への直通運転が決定した際、営団の車両も準急で運転することになったため、小田急に合わせて営団としては初めての点灯義務が生じた。当時使用されていた6000系は通過標識灯を装備していなかったため、正面窓の上部左右内側に角ばった懐中電灯のような通過標識灯を後付けした。小田急直通後に製造した後継車両の06系は、当初より通過標識灯を装備している。
後に小田急で点灯が廃止され、後付けの6000系は通過標識灯が撤去されているほか、廃止後に投入された小田急4000形と16000系は当初から装備していない。また常磐緩行線には点灯規定がないので、小田急が点灯義務廃止以前に乗り入れなかった国鉄・JR東日本は、一貫して通過標識灯を持たない車両を製造している。ロマンスカーとして千代田線に乗り入れている60000形（MSE）は通過標識灯を装備していない。
有楽町線・副都心線←→東武東上本線、西武有楽町線、西武池袋線、西武秩父線、東急東横線、横浜高速鉄道みなとみらい線
有楽町線の他社直通は東武鉄道から始まったが、その事情は前述した通りで、点灯に関する問題は発生しなかった。西武鉄道にはかつて点灯規定があったが、こちらも直通開始と同時に点灯を廃止したため、点灯は一度も行っていない。また東急にもかつて点灯規定があったものの、副都心線直通開始前に点灯が廃止されている。
ただし車両面では当初の7000系が千代田線6000系、後継の07系が千代田線06系を基本として、ほとんど同時期に製造された関係で、07系のみ通過標識灯を装備している。10000系、17000系は当初から未装備。
東武伊勢崎線・日光線←→半蔵門線←→東急田園都市線
開業当初の営団は車両を持たず、東急の車両（8500系）だけで運行されていた。田園都市線は半蔵門線の開業前から快速運転をしていたが、同線用の8000系は製造後も優等運用に使用されなかったため、通過標識灯は未装備だった。 その後営団車も優等運用につくことになり、増備途中から通過標識灯が設置されたが、さらにその後東急側の点灯廃止により、現在は使用していない。このため08系、18000系は当初から通過標識灯を装備していない。
埼玉高速鉄道線←→南北線←→東急目黒線
目黒線では急行運転が行われているが、それより前に東急で点灯が廃止されたため、点灯は行っていない。
関東ではこうした相次ぐ点灯廃止（ダイヤ改正と同時に廃止することが多い）に伴い、同一車両形式でも当初は通過標識灯を装備していたのが、点灯廃止後は通過標識灯を装備せずに製造している例も存在する。従来通過標識灯を装備していた車両が、使用停止に伴い通過標識灯の中身が撤去された可能性はあるが、灯具の入っていた外観はそのままの車両では確認は困難である（通過標識灯の撤去のような細部の改造が報道されることは珍しいため。また尾灯と一体化している車両では、後部標識灯の点灯ができなくなるため）。

### 中小私鉄など

#### 静岡鉄道
静岡鉄道静岡清水線では、定期普通以外の急行、通勤急行、回送、臨時、試運転、乗務員訓練の「教習車」および、輸送障害時を想定して方向幕に設定がある「新静岡 - 春日町|折返」、「新静岡 - 狐ヶ崎|折返」、「新静岡 - 桜橋|折返」を表示する各列車（1000形）に、正面窓上部左右の白色標識灯点灯義務がある。
また、常時点灯している鉄道事業者も存在する。たとえば京王5000系電車 (初代)は富士急行に譲渡されたが、富士急行では各駅停車に運用されていても点灯している。他の富士急車両は通過標識灯機能がなく、点灯していない。